# ADAC
ADAC (Allgemeiner Deutscher Automobil-Club e.V.) er Tysklands og Europas største bilistforening med omkring 17 millioner medlemmer og hovedkontor i München.
ADAC oprettedes 1903 med navnet Deutsche Motorradfahrer-Vereinigung og fik sit nuværende navn i 1911. En af den tyske automobilklubs vigtigste og mest velkendte opgaver er at hjælpe dens medlemmer ved problemer på Tysklands veje. ADAC er faktisk en af de største operatører af redningshelikoptere i Europa.
ADAC svarer i Tyskland meget til det danske FDM.

## Weblinks
- Wikimedia Commons har flere filer relateret til ADAC
- ADAC Arkiveret 6. august 2010 hos  Wayback Machine (på tysk)

| Tyskland | Spire Denne artikel om et firma eller en virksomhed i Tyskland er en spire som bør udbygges. Du er velkommen til at hjælpe Wikipedia ved at udvide den. |